# Saoedi-Arabië op de Olympische Zomerspelen 2004
Saoedi-Arabië nam deel aan de Olympische Zomerspelen 2004 in Athene. In tegenstelling tot de vorige editie werd geen medaille gewonnen.

## Deelnemers en resultaten

### Atletiek
| Olympiër                | Discipline      | Resultaat | Prestatie                                           |
| ----------------------- | --------------- | --------- | --------------------------------------------------- |
| Salem Mubarak Al-Yami   | 100m (m)        | 42e       | serie 2: 4de in 10,36                               |
| Hamed Al-Bishi          | 200m (m)        | DNS       | serie 1: niet gestart                               |
| Hamdan Al-Bishi         | 400m (m)        | 15e       | serie 7: 2de in 45,31 halve finale 3: 5de in 45,59  |
| Mohamed Al-Salhi        | 800m (m)        | 55e       | serie 7: 6de in 1.48,42                             |
| Ata Mubarak             | 110m horden (m) | 40e       | serie 6: 7de in 13,81                               |
| Ibrahim Al-Hamaidi      | 400m horden (m) | 26e       | serie 5: 5de in 49,64                               |
| Hadi Soua'an Al-Somaily | 400m horden (m) | 15e       | serie 4: 4de in 49,15 'halve finale 1: 5de in 48,98 |

### Gewichtheffen
| Olympiër             | Discipline | Resultaat | Prestatie                                                        |
| -------------------- | ---------- | --------- | ---------------------------------------------------------------- |
| Abdulmohsen Al-Bagir | -69kg (m)  | 12e       | trekken: 14de met 127,5kg stoten: 10de met 160kg totaal: 287,5kg |
| Jafar Al-Bagir       | -69kg (m)  | DNF       | trekken: geen geldige poging                                     |
| Ramzi Al-Mahrous     | -94kg (m)  | DNF       | trekken: 20ste met 150kg stoten: geen geldige poging             |
| Najim Al-Radwan      | -94kg (m)  | DNF       | trekken: geen geldige poging                                     |

### Paardensport
| Olympiër        | Discipline     | Resultaat      | Prestatie |
| Springconcours  | Springconcours | Springconcours | Springconcours |
| --------------- | -------------- | -------------- | --- |
| Ramzy Al-Duhami | individueel    | 55e            | kwalificatie: 55ste 1ste ronde: 52ste met 9 strafpunten 2de ronde: 58ste met 17 strafpunten 3de ronde: 57ste met 28 strafpunten totaal: 54 strafpunten                                                     |
| Kamal Bahamdan  | individueel    | 43e            | kwalificatie: 48ste 1ste ronde: 58ste met 12 strafpunten 2de ronde: 43ste met 12 strafpunten 3de ronde: 41ste met 12 strafpunten totaal: 36 strafpunten finale: 43ste 1ste ronde: 43ste met 25 strafpunten |

### Schietsport
| Olympiër         | Discipline | Resultaat | Prestatie                                          |
| ---------------- | ---------- | --------- | -------------------------------------------------- |
| Sayed Al-Mutairi | skeet (m)  | 15e       | kwalificatie: 15de met 120 punten (24-25-25-24-22) |

### Tafeltennis
| Olympiër        | Discipline    | Resultaat | Prestatie                                                       |
| --------------- | ------------- | --------- | --------------------------------------------------------------- |
| Khalid Al-Harbi | enkelspel (m) | 49e       | 1ste ronde: V van SCG Karakašević: 0-4 (9-11, 3-11, 3-11, 5-11) |

### Zwemmen
| Olympiër         | Discipline          | Resultaat | Prestatie               |
| ---------------- | ------------------- | --------- | ----------------------- |
| Ahmad Al-Kudmani | 100m schoolslag (m) | 47e       | serie 2: 2de in 1.05,65 |

Afghanistan · Albanië · Algerije · Amerikaanse Maagdeneilanden · Amerikaans-Samoa · Andorra · Angola · Antigua en Barbuda · Argentinië · Armenië · Aruba · Australië · Azerbeidzjan · Bahama's · Bahrein · Bangladesh · Barbados · België · Belize · Benin · Bermuda · Bhutan · Bolivia · Bosnië en Herzegovina · Botswana · Brazilië · Britse Maagdeneilanden · Brunei · Bulgarije · Burkina Faso · Burundi · Cambodja · Canada · Centraal-Afrikaanse Republiek · Chili · China · Chinees Taipei · Colombia · Comoren · Congo-Brazzaville · Congo-Kinshasa · Cookeilanden · Costa Rica · Cuba · Cyprus · Denemarken · Djibouti · Dominica · Dominicaanse Republiek · Duitsland · Ecuador · Egypte · El Salvador · Equatoriaal-Guinea · Eritrea · Estland · Ethiopië · Fiji · Filipijnen · Finland · Frankrijk · Gabon · Gambia · Georgië · Ghana · Grenada · Griekenland · Groot-Brittannië · Guam · Guatemala · Guinee · Guinee‑Bissau · Guyana · Haïti · Honduras · Hongarije · Hongkong · Ierland · IJsland · India · Indonesië · Irak · Iran · Israël · Italië · Ivoorkust · Jamaica · Japan · Jemen · Jordanië · Kaaimaneilanden · Kaapverdië · Kameroen · Kazachstan · Kenia · Kirgizië · Kiribati · Koeweit · Kroatië · Laos · Lesotho · Letland · Libanon · Liberia · Libië · Liechtenstein · Litouwen · Luxemburg · Macedonië · Madagaskar · Malawi · Malediven · Maleisië · Mali · Malta · Marokko · Mauritanië · Mauritius · Mexico · Micronesië · Moldavië · Monaco · Mongolië · Mozambique · Myanmar · Namibië · Nauru · Nederland · Nederlandse Antillen · Nepal · Nicaragua · Nieuw-Zeeland · Niger · Nigeria · Noord-Korea · Noorwegen · Oeganda · Oekraïne · Oezbekistan · Oman · Oostenrijk · Oost‑Timor · Pakistan · Palau · Palestina · Panama · Papoea-Nieuw-Guinea · Paraguay · Peru · Polen · Portugal · Puerto Rico · Qatar · Roemenië · Rusland · Rwanda · Saint Kitts en Nevis · Saint Lucia · Saint Vincent en Grenadines · Salomonseilanden · Samoa · San Marino · Sao Tomé en Principe · Saoedi-Arabië · Senegal · Servië en Montenegro · Seychellen · Sierra Leone · Singapore · Slovenië · Slowakije · Soedan · Somalië · Spanje · Sri Lanka · Suriname · Swaziland · Syrië · Tadzjikistan · Tanzania · Thailand · Togo · Tonga · Trinidad en Tobago · Tsjaad · Tsjechië · Tunesië · Turkije · Turkmenistan · Uruguay · Vanuatu · Venezuela · Verenigde Arabische Emiraten · Verenigde Staten · Vietnam · Wit-Rusland · Zambia · Zimbabwe · Zuid-Afrika · Zuid-Korea · Zweden · Zwitserland